# Diócesis de Rutenia
La diócesis de Rutenia o de Rusia (en latín: Dioecesis Rutheniensis, en letón: Rutēnijas bīskapija) fue una circunscripción eclesiástica de la Iglesia católica en Bielorrusia y Letonia. Fue suprimida de hecho en 1307 por el gran duque de Lituania. Se trataba de una diócesis latina, sufragánea de la arquidiócesis de Riga.

## Territorio y organización

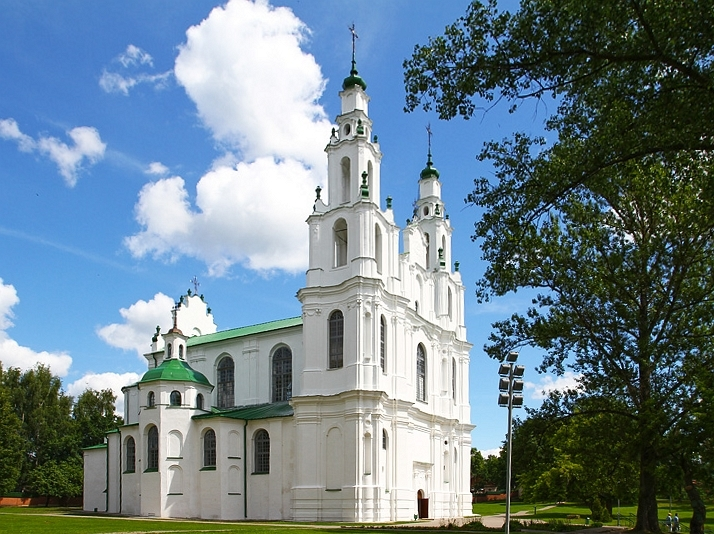
Actual Catedral de Santa Sofía, en Pólotsk, reconstruida en 1710

La diócesis extendía su jurisdicción sobre los fieles católicos de rito latino residentes en el principado de Pólotsk en la actual Bielorrusia y en la parte oriental de Letonia.
La sede de la diócesis se encontraba en la ciudad de Pólotsk (o Pólatsk), en donde se halla la Catedral de Santa Sofía. Esta iglesia perteneció a la Iglesia ortodoxa antes ser ser la catedral católica, y volvió a serlo luego de la supresión de la diócesis de Rutenia. Entre 1596-1654 y 1668-1839 fue la catedral de la archieparquía de Pólatsk de la Iglesia greco-católica. Actualmente es una iglesia que pertenece a la eparquía de Pólotsk y Glubókaye del exarcado bielorruso de la Iglesia ortodoxa rusa.

## Historia

### Antecedentes

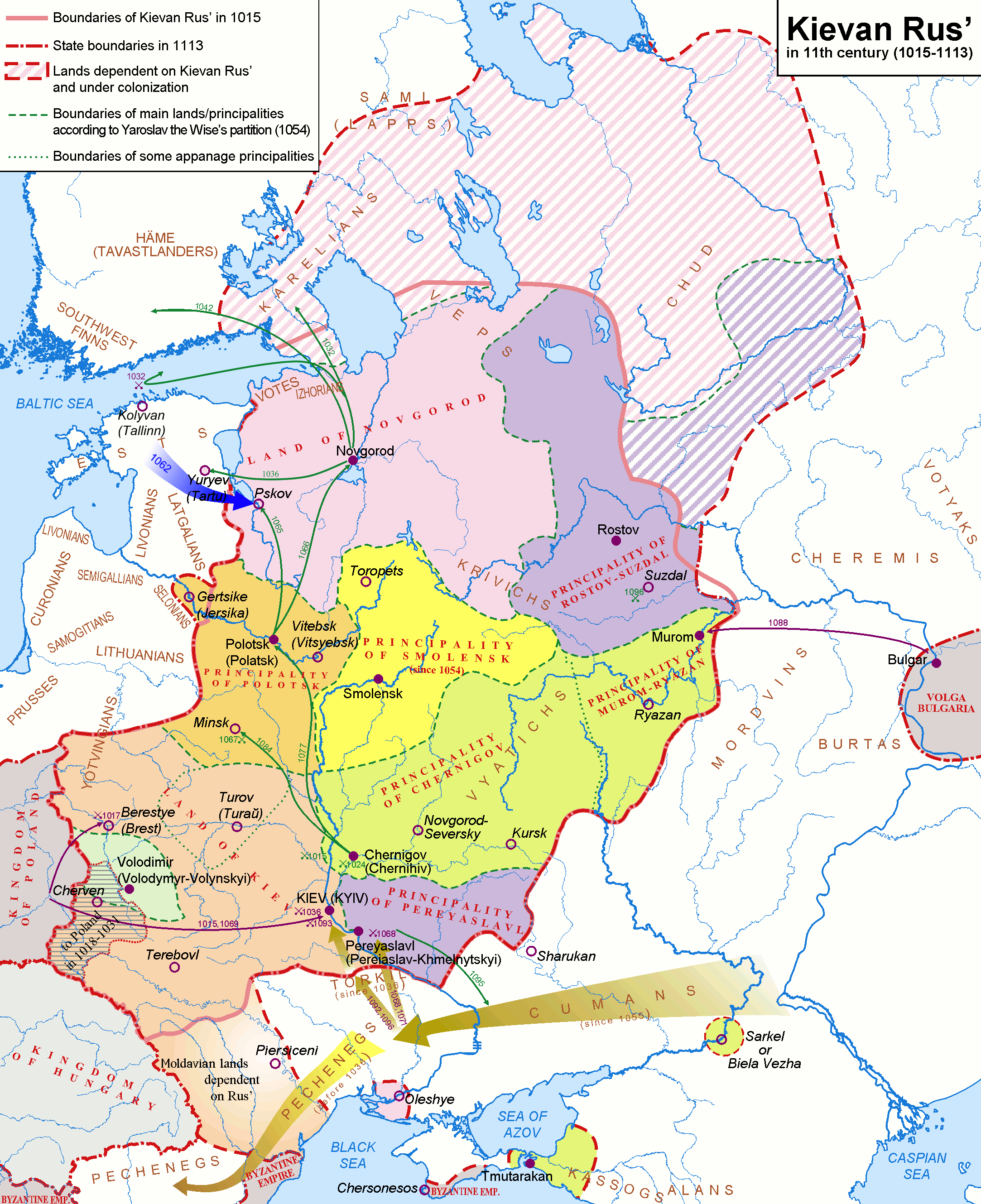
Principados rusos en el

Alrededor de 1239, Tautvilas, sobrino del gran duque de Lituania Mindaugas, se convirtió en el heredero del principado de Pólotsk después de casarse con la hija del príncipe Bryachislav Vasilkovich. En 1248 o 1250, Tautvilas llegó a Riga para concluir una alianza contra Mindaugas. Un requisito previo para la unión militar fue la conversión de Tautvilas a la fe católica. Sin embargo, en 1252 Tautvilas, junto con el príncipe de Samogitia Vykintas, lideró un ataque a la residencia de Mindaugas en el castro de Voruta. Después de la derrota, sus tropas se retiraron a la residencia de Vykintas en Rietavas, en donde Vykintas murió, mientras Tautvilas huyó a Galitzia. Allí participó en la campaña del príncipe Daniel Romanovich de Galicia-Volinia contra el rey checo Ottokar II y en las campañas contra los yotvingios. Es posible que Tautvilas participara en la coronación del príncipe Daniel en Drohiczyn como "rey de Rusia" en 1253, lo que fue apoyado por el papa Inocencio IV.

### Erección de la diócesis
En 1253, después del bautismo de Mindaugas y su reconciliación con la Orden de Livonia, Tautvilas recibió de nuevo el principado de Pólotsk como feudo, pero renunció a la parte de Lotigola. Como príncipe de Pólotsk, intentó mantener buenas relaciones con la Orden de Livonia. Durante su reinado, anexó el principado de Vítebsk a las posesiones de Pólotsk, donde nombró a su hijo Constantino como príncipe. Hacia ese año se estableció la diócesis de Rutenia con sede en Pólotsk. Existía hasta entonces allí la eparquía de Pólotsk, sufragánea de la metrópolis de Kiev del patriarcado ortodoxo de Constantinopla. El obispo ortodoxo Simeón abandonó la ciudad y se refugió en Tver, en donde fue el primer obispo de la eparquía de Tver.
El 20 de enero de 1255 mediante la bula Primatuum cathedras, el papa Alejandro IV confirmó la erección de Riga como arquidiócesis, y en otra bula del 31 de marzo de 1255 confirmó sus diócesis sufragáneas, entre ellas a la de Rutenia (Rutheniensem): «Episcopatus quoque inferius annotatos Rigensi ecclesie prout dicitur Metropolitico iure subiectos tibi successoribusque tuis auctoritate apostolica confirmamus videlicet Osiliensem Tarbatensem Curoniensem Wironiensem Culmensem Warmiensem Pomesaniensem Szambiensem Rutheniensem et Wersoniensem».

### Supresión
El 13 de julio de 1260 las tropas samogitias derrotaron a las fuerzas combinadas de la Orden Teutónica y la Orden Livonia en la batalla de Durbe. En 1261 Mindaugas renunció al cristianismo e hizo las paces con la Orden de Livonia. En 1263 el duque de Nalšia y el príncipe de Pólotsk, Gerdenis, después de expulsar al hijo de Tautvilas, Constantino, confirmaron el acuerdo previamente concluido con la Orden de Livonia, en el que renunciaban a Lotigola con el castillo de Volkenberg. En 1263 la Orden de Livonia restauró las fortificaciones del castillo de Volkenberg en Mākoņkalns, cerca del lago Rāzna. En 1275 el gran maestre de la Orden, Ernst von Rassburg, construyó el castillo de Daugavpils sobre el antiguo montículo latgaliano de Naujene para establecerse en las tierras latgalianas conquistadas y controlar las rutas comerciales a lo largo del río Duina.
En 1290 el príncipe sin herederos de Pólotsk, Constantino, legó su principado al arzobispo de Riga, pero debido a guerras mutuas con la Orden Livonia, vendió estos derechos sobre Pólotsk al gran duque de Lituania. El príncipe de Pólotsk era vasallo del arzobispo de Riga y las tropas de la Orden de Livonia estaban estacionadas en Pólotsk. Durante la guerra civil de Livonia en 1307 el gran duque de Lituania Vitenis expulsó a la guarnición del arzobispo de Riga de Pólotsk y la diócesis católica de Rutenia fue liquidada. Vitenis incorporó el principado de Pólotsk al Gran Ducado de Lituania, y los lituanos también reclamaron las antiguas tierras del rey Jersikas en Latgale y Selonia. Se conoce una carta del obispo ortodoxo Jacobo de Pólotsk al arzobispo de Riga en 1309 solicitándole la restauración de relaciones comerciales y el envío de centeno debido a la pérdida de cosechas y la hambruna que asolaba sus tierras y mencionando su subordinación a Vitenis. Jacobo era obispo desde 1298, por lo que la eparquía rival ortodoxa debió continuar luego del exilio de Simeón.
La última vez que la diócesis de Rutenia fue mencionada, fue en los protocolos de 1312 de la curia del papa Clemente V contra la Orden Teutónica después de la disolución de la Orden del Temple: «Czelouensis videlicet et Rutheniensis ecclesie conssitentes in regno predicto».

## Episcopologio
No se conocen los nombres de los obispos.